# オーケストラ・ダスビダーニャ
オーケストラ・ダスビダーニャは、首都圏を中心に活動する日本のアマチュア・オーケストラ。通称「ダスビ」。旧ソ連の作曲家ドミートリイ・ショスタコーヴィチの曲を演奏することを目的に結成された。
ショスタコーヴィチの曲を演奏することを目的に結成された専門オーケストラは他にLondon Shostakovich Orchestraが存在するが、アマチュア団体としては世界唯一であり、演奏曲目数もダスビダーニャのほうが多い。

## 活動
- 1993年より首都圏にて毎年1回、定期演奏会を開催している。開始年次は不明だが、チケットは指定席制。また、定期演奏会のプログラムを収録したCDを毎年制作し、会場での販売を行っていた(2021年以降は休止)。

## 定期演奏会
- 1993年 1月31日 第1回定期演奏会（府中の森芸術劇場どりーむホール）
- 1994年 10月29日 第2回定期演奏会（川口総合文化センター・リリアメインホール）
- 1996年 2月25日 第3回定期演奏会（府中の森芸術劇場どりーむホール）
- 1997年 2月11日 第4回定期演奏会（東京芸術劇場 大ホール）
- 1998年 2月11日 第5回定期演奏会（東京芸術劇場 大ホール）
- 1999年 2月27日 第6回定期演奏会（東京芸術劇場 大ホール）
- 2000年 2月20日 第7回定期演奏会（すみだトリフォニーホール 大ホール）
- 2001年 2月28日 第8回定期演奏会（東京芸術劇場 大ホール）
- 2002年 2月11日 第9回定期演奏会（東京芸術劇場 大ホール）
- 2003年 2月11日 第10回定期演奏会（東京芸術劇場 大ホール）
- 2004年 2月11日 第11回定期演奏会（東京芸術劇場 大ホール）
- 2005年 2月13日 第12回定期演奏会（東京芸術劇場 大ホール）
- 2006年 2月19日 第13回定期演奏会（東京芸術劇場 大ホール）
- 2007年 3月4日 第14回定期演奏会（東京芸術劇場 大ホール）
- 2008年 2月11日 第15回定期演奏会（東京芸術劇場 大ホール）
- 2009年 2月15日 第16回定期演奏会（東京芸術劇場 大ホール）
- 2010年 2月11日 第17回定期演奏会（すみだトリフォニーホール 大ホール）
- 2011年 2月20日 第18回定期演奏会（すみだトリフォニーホール 大ホール）
- 2012年 3月11日 第19回定期演奏会（すみだトリフォニーホール 大ホール）
- 2013年 3月3日 第20回定期演奏会（すみだトリフォニーホール 大ホール）
- 2014年 2月11日 第21回定期演奏会（すみだトリフォニーホール 大ホール）
- 2015年 2月8日　第22回定期演奏会（東京芸術劇場　大ホール）
- 2016年 1月31日　第23回定期演奏会（東京芸術劇場　大ホール）
- 2017年 3月12日　第24回定期演奏会（東京芸術劇場　大ホール）
- 2018年 2月25日　第25回定期演奏会（東京芸術劇場　大ホール）
- 2019年 3月3日　第26回定期演奏会（東京芸術劇場　大ホール）
- 2020年 2月9日　第27回定期演奏会（東京芸術劇場　大ホール）
- 2021年 2月20日　第28回定期演奏会（※新型コロナウイルス感染症による緊急事態宣言を受け、1月21日付で翌年へ延期）
- 2022年 2月11日　第28回定期演奏会（すみだトリフォニー 大ホール）
- 2023年 2月26日　第29回定期演奏会（東京芸術劇場　大ホール）
- 2024年 2月12日　第30回定期演奏会（東京芸術劇場　大ホール）
- 2025年 2月23日　第31回定期演奏会（すみだトリフォニー 大ホール）
- 2025年 8月11日　特別演奏会（江戸川区総合文化センター 小ホール）

## 演奏曲目
（ ）内はオーケストラ・ダスビダーニャ定期演奏会での演奏年を示す。

### ショスタコーヴィチの作品

#### 交響曲
- 交響曲第1番Op10（2005、2017）
- 交響曲第2番Op14「十月革命に捧ぐ」（2002 合唱：コール・ダスビダーニャ、2019 合唱：オーケストラと歌うロシア合唱団、東京トリニティーコール）
- 交響曲第3番Op20「メーデー」（2002 合唱：コール・ダスビダーニャ）
- 交響曲第4番Op43（2000、2013、2023）
- 「アダージョ」未完の1934年交響曲の断章(第4番初稿)（2023）
- 交響曲第5番「革命」Op47（2004、2016）
- 交響曲第6番Op54（1999、2010、2019）
- 交響曲第7番「レニングラード」Op60（1993、2003、2012、2024）
- 交響曲第8番Op65（1994、2006、2015、2025）
- 交響曲第9番Op70（1994、2008、2022）
- 交響曲第10番Op93（1996、1999 第2楽章のみ、2009、2022）
- 交響曲第11番「1905年」Op103（1997、2008、2018）
- 交響曲第12番「1917年」Op112（2001、2011、2017）
- 交響曲第13番「バビ・ヤール」Op113（1998、2014 バス：岸本力、合唱：コール・ダスビダーニャ）
- 交響曲第14番Op135（2025）
- 交響曲第15番Op141（2007、2020）

#### 協奏曲とソリストアンコール
- ピアノ協奏曲第1番（1993 Pf：坂下久子）
- ピアノ協奏曲第2番（1997 Pf：黒川ちとし、2006 Pf：ミハイル・カンディンスキー、2023 Pf：長尾洋史）
- バイオリン協奏曲第1番Op77（2007 Vn：荒井英治、2018 Vn：荒井英治）
- バイオリン協奏曲第2番Op129（1999 Vn：荒井英治）
- チェロ協奏曲第1番（1996 Vc：田中雅弘、2016Vc：丸山泰雄）
- チェロ協奏曲第2番（2010 Vc：丸山泰雄）
- 24の前奏曲とフーガOp87～第17番（2006 Pf：ミハイル・カンディンスキー）
- 映画『馬虻』の音楽～「ロマンス」（1999 Vn：荒井英治、2014 テルミン：濱田佳奈子、Pf：高橋槙）
- 映画『馬虻』の音楽～「ノクターン」（荒井英治編 2007 Vn：荒井英治、2010 Vc：丸山泰雄）

#### 管弦楽曲
- スケルッツオOp1（2005）
- 主題と変奏Op3（2001 日本初演、2023）
- タヒチ・トロット（ユーマンス作曲、D.ショスタコーヴィチ編曲）（1993アンコール、2001アンコール、2019アンコール）
- 祝典序曲（1997、2024）
- ロシアとキルギスの民謡の主題による序曲（1998、2016）
- 交響詩『十月』Op131（2002、2015）
- 葬送と勝利の前奏曲 〜スターリングラードの英霊に捧げる〜（2003、2018）

- E.ドレッセルのオペラ《哀れなコロンブス》のための序曲とフィナーレ 作品23（2017）
- 歌劇『ムツェンスク郡のマクベス夫人』組曲(コンロン編)（2025）
- 劇音楽『ハムレット』による組曲Op32a（2006）
- オラトリオ『森の歌』Op81（改訂前歌詞による）（2009 Tr：小貫岩夫、Bs：岸本力、児童合唱：すみだ少年少女合唱団、合唱：コール・ダスビダーニャ）
- オペレッタ『モスクワ・チェリョームシキ』組曲（2000、2024）
- ノヴォロシスクの鐘―永遠の栄光の炎（2008 ハンドベル：アテンポ ハンドベルリンガーズ）
- オペラ『カテリーナ・イズマイロヴァ』の5つの間奏曲（1998、2019アンコール：第5曲）
- 詩曲『ステンカ・ラージンの処刑』Op119（2001 Bs：岸本力、合唱：コール・ダスビダーニャ）

- 5つの「バレエ組曲」抜粋（7曲）（2013）
- バレエ組曲『黄金時代』（2003）
- バレエ組曲第5番(バレエ音楽『ボルト』より)（1999、2016アンコール：荷馬車引きの踊り）
- 劇伴オーケストラのための組曲（2005）

- 映画『ニュー・バビロン』Op18抜粋（ロジェストヴェンスキー編組曲より3曲）（2015）
- 映画『女ひとり』の音楽Op26抜粋（11曲）（2014）
- 映画『黄金山脈』の音楽による組曲 op.30a（2020 オルガン：大木麻理、ハワイアンギター：石山哲也）
- 映画『ヴォロチャーエフ要塞の日々』のための音楽Op48（2005）
- 三部作映画『マクシム』の音楽より op.50a（2019 Sop：中江早希）
- 映画『コルジンキナの冒険』の音楽Op59より「追跡」（白川悟志編）（2004、2010）
- 映画『ピロゴフ―先駆者の道―』の音楽による組曲Op76a（L.アトヴミャーン編）（2007）
- 映画『ベルリン陥落』の音楽Op82抜粋（7曲）（2010）* アニメ映画『司祭とその召使いバルダの物語』の音楽Op36抜粋（9曲）（2011）
- 映画『馬虻』の音楽による組曲Op97a（L.アトヴミャーン編）（2004、2020）
- 弦楽四重奏曲第1番 (ショスタコーヴィチ)Op49～第4楽章（白川悟志編）（2012）
- 室内交響曲Op110a（R.バルシャイ編）（2011）

### その他の作曲家の作品
- 「友との別れ」(作曲：白川悟志)（1994）
- 組曲5番「オーケストラ内暴力」(作曲： 白川悟志)（1995）
- ポルカ『観光列車』（J．シュトラウス2世作曲、D．ショスタコーヴィチ編曲）（2011）
- ロシア民謡「ステンカ・ラージン」（2001 ソリストアンコール Bs：岸本力、Pf：古元菜摘子）
- 「鉄工場」Op.19 (作曲：モソロフ)（2003、2017アンコール）
- 「日本組曲」(作曲：伊福部昭)（2012）
- 「管弦楽のためのラプソディ」(作曲：外山雄三)（2012）
- 「弦楽のための三楽章(トリプティーク)」(作曲：芥川也寸志)（2025）
- 「アディオス・ノニーノ」（作曲：アストル・ピアソラ／編曲：ホセ・フラガート）（2016 ソリスト・アンコール Vc：丸山泰雄 弦楽伴奏）
- バレエ『ガイーヌ』より「レズギンカ」（作曲：アラム・ハチャトゥリアン）（2016）

## 指揮者
- 常任指揮者
  - 長田雅人

## トレーナー
- 金子建志　（指揮トレーナー）
- 丸山泰雄　チェロ奏者（弦楽器トレーナー）
- 木村康人　（指揮トレーナー）
- アレクセイ・トカレフ　トランペット奏者（金管トレーナー）
- 沼田司　トロンボーン奏者（金管トレーナー）
- 境野達男　ファゴット奏者（木管トレーナー）
- 田中雅樹　ホルン奏者（管楽器トレーナー）

## 参考資料及び掲載記事
- 『日本経済新聞』2006年7月27日版文化面に取材記事掲載。
- 『目的別オーケストラ 1 作曲家に魅せられて』（サラサーテ 2005夏号）掲載。
- 「ダスビダーニャ」に望むこと、音楽評論家 金子建志による評価。
- 『中央公論』1999年6月号24ページ、水野忠夫のエッセイにて取り上げられる
- 『音楽の友』1998年2月号に取材記事掲載。